# チャールズ・フォート

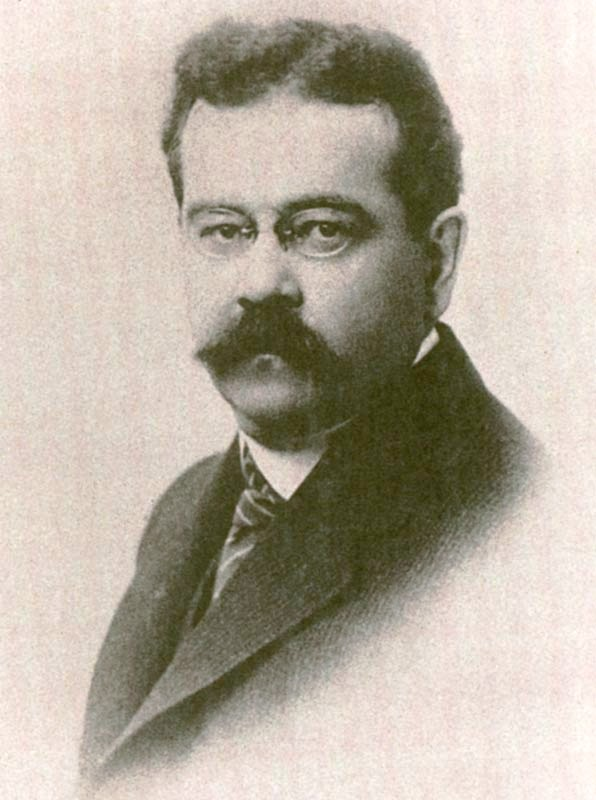
チャールズ・フォート（1920年）

チャールズ・ホイ・フォート（Charles Hoy Fort, 1874年8月6日 - 1932年5月3日）はアメリカ合衆国の作家で、超常現象研究の先駆者である。オールバニ生まれ。ニューヨーク市で没。

## 経歴
チャールズ・ホイ・フォートはニューヨーク州オールバニで、1874年に、三人兄弟の頭として生まれた（彼はオランダ系移民の家系である）。彼には二人の弟クラレンスとレイモンド、そして厳格な父がいた。父は体罰をも厭わない人物であり、このことが（場合によっては）フォート家の子供たちを、権力への疑いと自立への衝動を抱えた人間に育てたと言える。
幼い頃から自然に興味を抱き、博識家であったものの、学校の成績は平凡であった。
18歳でニューヨークを去り、「何がしかの経験をつむ」("put some capital in the bank of experience") ために世界一周旅行に出た。彼は、合衆国の西部、スコットランド、イングランド、南アフリカを旅した。そこで病気になり、家に帰らなくてはならなかった。幼年時代からの知り合いであるアンナ・フィリング (Anna Filing) が彼を看病した。二人は1896年10月26日に結婚した。
1916年、おじの遺産によって、彼は仕事を辞めて文筆業に専念できるようになった。1917年、弟のクラレンスが死に、遺産の取り分はチャールズとレイモンドに分配された。
1924年、フォートは妻を連れてロンドンへ移り、1926年までそこで暮らした。そして大英博物館の図書館へ熱心に通った。1929年から、フォートは居住地を再びニューヨークに戻した。彼の健康状態はかなり悪化し、同時に視力も衰えた。しかしフォートは治療をせずに、著書"Wild Talents"を完成させることに没頭した。1932年3月3日に彼は倒れ、ブロンクス区の病院 (Royal Hospital) に入院させられた。刷り上がった"Wild Talent"を見せるために出版社の人間がフォートを訪問したのは、彼の死の直前だった。彼はオールバニで埋葬され、六千ページを超える遺稿はニューヨーク公共図書館に寄贈された。

## 著作と影響
はじめフォートは十編の長編小説を書いたが、そのうちで出版されたのは一編のみである。"The Outcast Manufacturers"(1906) は高い批評を受けた。彼は時代に先行していたので、自分を売り込むのに失敗したのだろう（※）。
"The Book of the Damned"(1919) を皮切りに、だんだんと成功が始まった。これらの作品において、彼は（科学的見地からは「非難」される）奇妙な現象を取り扱った。その方向性は"New Lands"(1923)、"Lo!"(1931)、そして"Wild Talents"(1932) にも継承された。つまりこれらは皆、超常現象に取り組んだ作品だが、それぞれ異なった分野を含んでいる。刊行物のうち最たるものは前もって自然科学雑誌に掲載され、フォートの書いたものはニューヨーク市図書館や大英帝国博物館で見つけることができる。いずれの出来事、もしくは現象についてもそれぞれに出典が示されている。
1919年以降のフォートの著書は、継続的な影響を与えた。その広範な普及により、「フォーティアン現象」（Forteana）という語が超常現象の表現として定着するに至った。彼の崇拝者に、ベン・ヘクト、ジョン・クーパー・ポウイス (John Cowper Powys) 、シャーウッド・アンダーソン、クラレンス・ダロウ (Clarence Darrow) 、ブース・ターキントン (Booth Tarkington) などがいる。またフォートはハワード・フィリップス・ラヴクラフトの短編小説においても言及されている。
1931年までには、作家ティファニー・セイヤーの主導の下、フォートの友人セオドア・ドライザーを議長として、フォーティアン協会 (Fortean Society) が創立された。協会には、その他に、ブース・ターキントン（Booth Tarkington）、ベン・ヘクト、アリクザンダー・ウールコット（Alexander Woollcott）、ジョン・クーパー・ポウイスらが加入した。フォートは自身が権威となることを嫌って加入を拒み、むしろこの組織が心霊論者とその他の狂信者を引き付けていることを非難した。
今日では、彼の活動は別のグループや機関に引き継がれている。その例としては彼の死後の1973年に創刊された『フォーティアン・タイムズ』（Fortean Times）誌の刊行などが挙げられる。1919年の時点で既に、チャールズ・フォートは地球の「所有者」または地球外からの「訪問者」の存在を想像していた（その説は、エリック・フランク・ラッセルの「人類家畜テーマ」のSF小説『超生命ヴァイトン』に影響を与えている）。そして、それゆえに、彼は古代宇宙飛行士説とUFO学の先駆者と見なされている。しかし、フォートが自分の理論を「信じて」いたわけではなく、あくまで集められた現象の解釈に過ぎない、と明確に強調していたことには留意すべきである。
チャールズ・フォートはロバート・アントン・ウィルソンに強い影響を与えた。ウィルソンの本"The New Inquisition"の文体・論証はフォートの本に倣っている。UFO学のジャック・ヴァレに関しても同様である。

## ドイツ語で刊行されている資料
- Das Buch der Verdammten, Zweitausendeins, Frankfurt am Main 1995, ISBN 3-86150-124-4
- Neuland. Zweitausendeins, Frankfurt am Main 1996, ISBN 3-86150-172-4
- Da! Zweitausendeins, Frankfurt am Main 1997, ISBN 3-86150-191-0
- Wilde Talente. Zweitausendeins, Frankfurt am Main 1997, ISBN 3-86150-218-6

## 日本語資料
- 日本では国書刊行会からチャールズ・フォート著『呪われた者の書』（超科学シリーズ全10巻の第1巻）南山宏訳として1984年(?)に翻訳出版の予定があったが、計画は頓挫し出版されることはなかった。